# Show E.P.
Show E.P. – minialbum związanej z ruchem Digital hardcore niemieckiej artystki Hanin Elias, wydany 1 1996 roku przez Digital Hardcore Recordings. Został wyprodukowany przez Aleca Empire. Trzy z czterech utworów pojawiły się później na kompilacji In Flames (1995-1999).

## Lista utworów
1. "Tie Me to the Wall" - 3:28
2. "Under Pressure" - 3:34
3. "Show" - 3:20
4. "You Will Never Get Me" - 4:02